# Pyrithion
Pyrithion ist eine organische Verbindung. Sie besteht aus einem Pyridinring, welcher am Stickstoffatom oxidiert ist (Pyridin-N-oxid) und in 2-Position eine Thiocarbonylfunktion trägt. Es ist ein Fungizid und Bakterizid.

## Darstellung
Zur Herstellung der Verbindung wird zunächst 2-Chlorpyridin-N-oxid mit Natriumhydrogensulfid zur Reaktion gebracht, woraus das Natriumsalz des Pyrithions entsteht. Pyrithion kann hieraus durch Neutralisation mit Säuren freigesetzt werden.

## Eigenschaften
Pyrithion ist ein übel riechender Feststoff, der bei 69–72 °C schmilzt. Er besitzt nur eine geringe Wasserlöslichkeit von 2,5 g·l−1 bei 20 °C.
Es liegt ein Gleichgewicht zwischen den tautomeren Enthiol- und Thionformen vor (Thiolactam-Thiolactim-Tautomerie).

## Verwendung

Struktur von Zink-Pyrithion

Pyrithion kann zur Herstellung von Zink-Pyrithion verwendet werden, welches zur Anwendung gegen Hautschuppen und in pilzhemmenden Anstrichen verwendet wird. Natrium-Pyrithion, das als Antimykotikum verwendet wird, kann durch Reaktion mit Natriumsalzen hergestellt werden.
Die Herstellung des Bakterizids und Fungizids Dipyrithion gelingt durch oxidative Dimerisierung.
Ebenfalls kann Pyrithion zur Herstellung von Copolymeren der Cellulose verwendet werden. Diese Polymerisation verläuft radikalisch.
In der Chemie wird Pyrithion zur Herstellung von Barton-Estern, die zur Barton-Decarboxylierung benötigt werden, eingesetzt. Derivatisiert mit 4-Chlor-7-nitrobenzo-2-oxa-1,3-diazol (NDB-Cl) dient Pyrithion in der chemischen Analytik zur UV-Fluoreszenz-Detektion in HPLC-Messungen.

Derivatisierung von Pyrithion mit 4-Chlor-7-nitrobenzo-2-oxa-1,3-diazol